# Philipotabanus medius
Philipotabanus medius är en tvåvingeart som först beskrevs av Krober 1934.  Philipotabanus medius ingår i släktet Philipotabanus och familjen bromsar. Inga underarter finns listade i Catalogue of Life.